# Aegomorphus nigromaculatus
Aegomorphus nigromaculatus es una especie de escarabajo longicornio del género Aegomorphus, tribu Acanthoderini, subfamilia Lamiinae. Fue descrita científicamente por Fuchs en 1958.

## Descripción
Mide 14 milímetros de longitud.

## Distribución
Se distribuye por Perú.